# Nicolás Vargas
Pablo Nicolás Vargas Romero (* 15. September 1993 in Rengo) ist ein chilenischer Fußballspieler. Der Abwehrspieler wurde in der Apertura 2014 chilenischer Meister.

## Karriere
Nicolás Vargas begann 2011 seine Profikarriere in seiner Heimatstadt Rancagua beim CD O’Higgins. Für den Verein lief der Defensivspieler bis 2017 auf, wurde im Jahr 2013 an den AC Barnechea und 2016 an Audax Italiano ausgeliehen. Der größte Erfolg war der Gewinn der Meisterschaft in der  Apertura 2013/14. Nach Punktgleichheit mit dem CD Universidad Católica gab es ein Entscheidungsspiel, in dem sich O’Higgins mit einem 1:0-Sieg den ersten Meistertitel der Geschichte sichern konnte. Vargas wurde in dieser Partie in der 80. Spielminute eingewechselt.
Nach einer kurzen Station 2017 bei Coquimbo Unido in der Primera B schloss sich Vargas Ligakonkurrent Deportivo Ñublense an. Mit dem Klub aus der Stadt Chillán schaffte der Verteidiger 2020 den Aufstieg als Zweitligameister. Im Juni 2023 wechselte er zum Aufsteiger Deportes Copiapó, mit dem ihm der Klassenerhalt am Ende der Saison gelang. 2024 stieg er mit Copiapó ab. Vargas unterschrieb zur Saison 2025 einen Vertrag beim CD Huachipato.

## Erfolge
O’Higgins
- Chilenischer Meister: 2013/14-A
- Chilenischer Supercup-Sieger: 2014

Ñublense
- Chilenischer Zweitliga-Meister: 2020